# Последний Приказ
После́дний Прика́з (англ. The Last Command) — фантастический роман американского писателя Тимоти Зана, третья книга из «Трилогии Трауна». Издан в США в 1993 году в твёрдой и в 1994 году в бумажной обложке. В России издан двумя издательствами — Азбука в 1996 и 2016 годах и 2002 годах соответственно.

## Аннотация
Действие романа происходит во Вселенной «Звёздных войн».
Девять лет прошло после битвы на Явине. Солдатам Новой Республики едва удается сдерживать продвижение имперских войск под командованием гранд-адмирала Трауна. Солдаты-клоны, созданные в тайной лаборатории Императора, теснят силы Альянса. Пока Траун готовится к последнему решительному нападению, охотник за информацией Тэлон Каррде старается сплотить контрабандистов, призывая их выступить против Империи. Новая Республика формирует диверсионную группу, которая должна уничтожить клонирующие установки. Люк Скайуокер, Хан и Лея Соло, Мара Джейд, Тэлон Каррде и его ворнскры Штурм и Натиск отправляются на далекий Вейланд, в недра горы Тантисс. Но здесь их поджидает чудовищная опасность — легендарный тёмный джедай.

## Сюжет
Гранд-адмирал Траун начинает своё наступление против Новой Республики с большим успехом. Его сверхъестественное умения предвидеть стратегию противников было недостаточно, но его силы были достаточно подкреплены дредноутами из флота Катаны и экипажем клонированных воинов. Новая Республика борется отважно, но если производство клонов не будет остановлено, то вскоре они могут оказаться в меньшинстве перед превосходящими силами Трауна.
Хан, Чубакка и Тэлон Каррде начинают работу по формированию Альянса Контрабандистов для оказания помощи обороне Новой Республики. Но единственной реальной надежды Республики является отправка небольшой группы диверсантов для внедрения в Центр клонирования Императора и уничтожить его раз и навсегда. Мара Джейд возможно знает место расположения этого Центра. Но сможет ли она бросить вызов последней команде умирающего Императора и противостоять своему желанию убить Люка Скайуокера?
Между тем, безумный мастер-джедай (который на самом деле является клоном) Йоррус К'Баот набирает силы для увеличения клонирования. Он продолжает заговор с целью захвата для последующего обращения на тёмную сторону Люка, Лею и её новорождённых близнецов. Его цель состоит в том, чтобы захватить контроль над Империей и контролировать Галактику с легионом тёмных джедаев.
В конечном счёте, Люк Скайуокер, Мара Джейд добиваются поражения К’Баота на планете Вейланд. Убийство Трауна ведет к тому, что имперские силы терпят поражение у Билбринги.